# Những người khốn khổ
Những người khốn khổ (Tiếng Pháp: Les Misérables) là tiểu thuyết của văn hào Pháp Victor Hugo, được xuất bản năm 1862. Tác phẩm được đánh giá là một trong những tiểu thuyết nổi tiếng nhất của nền văn học thế giới thế kỷ 19.
Những người khốn khổ là câu chuyện về xã hội nước Pháp trong khoảng hơn 20 năm đầu thế kỷ 19 kể từ thời điểm Napoléon I lên ngôi và vài thập niên sau đó. Nhân vật chính của tiểu thuyết là Jean Valjean, một cựu tù khổ sai tìm cách chuộc lại những lỗi lầm đã gây ra thời trai trẻ. Bộ tiểu thuyết không chỉ nói tới bản chất của cái tốt, cái xấu của luật pháp, mà tác phẩm còn là cuốn bách khoa thư đồ sộ về lịch sử, kiến trúc của Paris, nền chính trị, triết lý, luật pháp, công lý, tín ngưỡng của nước Pháp nửa đầu thế kỷ 19. Chính nhà văn Victor Hugo cũng đã viết cho người biên tập rằng: "Tôi có niềm tin rằng đây sẽ là một trong những tác phẩm đỉnh cao, nếu không nói là tác phẩm lớn nhất, trong sự nghiệp cầm bút của mình".
Những người khốn khổ cũng nổi tiếng vì đã được chuyển thể nhiều lần thành các vở kịch, bộ phim, trong đó nổi tiếng nhất phải kể tới vở nhạc kịch cùng tên.
Les Misérables bản dịch đầu tiên tại Việt Nam của Nguyễn Văn Vĩnh xuất bản năm 1926, với tên "Những kẻ khốn nạn", của nhà Trung Bắc Tân Văn ở Hà Nội in song ngữ dài 10 tập khoảng 3000 trang. Phần lớn các bản dịch sau này là rút gọn.

## Nội dung
Bản thân Những người khốn khổ có rất nhiều câu chuyện, nhân vật với những cuộc đời khác nhau, nhưng sợi dây nối những mảnh đời riêng biệt này lại là câu chuyện về Jean Valjean, người cựu tù khổ sai, người đang cố gắng sống vì một xã hội tốt đẹp nhưng lại không thể thoát khỏi quá khứ của mình. Sau 19 năm ngồi tù với số tù 24601 vì ăn cắp một mẩu bánh mì cho con của người chị gái, người nông dân Jean Valjean được thả. Tuy nhiên anh phải mang theo giấy thông hành vàng, dấu hiệu cho thấy người mang nó từng phạm tội, vì vậy Jean bị chủ quán trọ từ chối và buộc phải ngủ ngoài đường. May cho anh là Giám mục Myriel, một người nổi tiếng hay làm từ thiện đã cho Jean Valjean một chỗ nương náu. Khi mọi người đã ngủ, Jean lại ăn cắp mấy thứ đồ bạc của Giám mục và chạy trốn, anh bị bắt lại sau đó nhưng lại được ông Myriel cứu thoát khi nói với cảnh sát rằng đó là đồ ông tặng cho Valjean. Khi chia tay, vị Giám mục già nói với Jean Valjean rằng anh nhất định phải trở thành một người lương thiện và làm nhiều việc tốt cho mọi người.
Tám năm sau, Valjean, nay mang tên ông Madeleine, đã trở thành một chủ xưởng giàu có và là thị trưởng thành phố nhỏ nơi ông sinh sống, Valjean phải mang tên giả để tránh sự phát hiện của thanh tra Javert vẫn đang truy tìm ông ráo riết. Tuy nhiên số phận buộc Valjean phải để lộ danh tính của mình khi một người đàn ông khác bị nhầm là Jean Valjean và bị bắt đưa ra tòa. Cùng lúc này, Valjean gặp Fantine, một cô gái đang hấp hối sau khi bị đuổi việc khỏi công xưởng của ông và buộc phải làm nghề mại dâm để có tiền nuôi con gái Cosette, em đang phải sống với gia đình nhà Thénardier độc ác. Trước khi Fantine chết, Valjean hứa với cô sẽ chăm sóc Cosette cẩn thận, ông trả tiền cho lão chủ quán trọ Thénardier để giải phóng cho Cosette và cùng em chạy trốn lên Paris khỏi sự truy đuổi của Javert. Ở Paris, hai người trú trong một nhà tu kín mà Javert không được quyền khám xét, vì vậy họ tạm thoát khỏi sự truy lùng gắt gao của viên thanh tra.
Chín năm sau sau cái chết của tướng Lamarque, người duy nhất trong giới lãnh đạo Pháp có cảm tình với giai cấp lao động, nhóm sinh viên đứng đầu là Enjolras tức giận với chế độ đã chuẩn bị cho một cuộc cách mạng vào đêm mùng 5, rạng sáng mùng 6 tháng 6 năm 1832. Cuộc cách mạng cũng có sự tham gia của những người nghèo khổ, trong đó có cậu bé lang thang Gavroche. Một trong những người tham gia cách mạng là Marius Pontmercy, một sinh viên bị gia đình xa lánh vì quan điểm tự do của mình, anh đã đem lòng yêu Cosette, bây giờ đã trở thành một thiếu nữ hết sức xinh đẹp. Gia đình nhà Thénardier cũng đã chuyển tới Paris, trở thành những kẻ lang thang trộm cắp, sau khi thỏa thuận với Javert về việc giao nộp Valjean cho hắn, bọn họ đã tìm cách đột nhập nhà của Valjean trong khi Marius đang đến thăm Cosette. Tuy nhiên con gái của Thénardier là Éponine cũng đã đem lòng yêu chàng sinh viên và cô đã thuyết phục bọn họ rời khỏi đó.
Ngày hôm sau cuộc cách mạng nổ ra, những sinh viên bắt đầu dựng chiến lũy trên những con phố hẹp ở Paris. Javert đã trà trộn vào hàng ngũ sinh viên nhưng bị Gavroche phát hiện và Enjolras đã bắt giữ hắn. Khi biết người yêu của Cosette cũng tham gia nổi dậy, Valjean đã gia nhập với họ, bởi vì ông muốn bảo vệ Marius. Ông đã xin Enjolras thả Javert. Éponine cũng đứng vào hàng ngũ khởi nghĩa để bảo vệ Marius và cô đã chết hạnh phúc trên tay Marius sau khi hứng một viên đạn thay anh. Trong trận chiến tiếp theo, Valjean cứu sống Javert khỏi tay những người sinh viên và để viên thanh tra đi. Ông cũng cứu được Marius khi đó đã bị thương, nhưng tất cả những người khác, kể cả Enjolras và Gavroche đều đã bị giết. Valjean vác theo Marius chạy trốn theo những đường cống ngầm ở Paris, khi ra đến miệng cống ông chạm trán Javert, ông cố gắng thuyết phục Javert cho mình thời gian để trả Marius về gia đình của anh. Javert đồng ý đề nghị của Jean và nhận ra rằng ông ta đang bị kẹt giữa niềm tin vào luật pháp và niềm tin vào lòng tốt của con người mà Valjean đã cho viên thanh tra thấy, Javert cũng hiểu rằng ông không bao giờ có thể nộp Valjean cho chính quyền được nữa. Không thể chịu đựng nổi tình trạng khó xử này, Javert nhảy xuống sông Seine tự vẫn.
Marius và Cosette cưới nhau. Trước lễ cưới, Valjean đã kể hết cho Marius về quá khứ của mình. Ông quyết định bỏ đi mà không hề cho Cosette hay biết. Trong lễ cưới, vợ chồng Thénardier cải trang và trà trộn thành những người quý tộc để trộm cắp. Tuy nhiên, bọn họ bị Marius phát hiện và yêu cầu rời khỏi lễ cưới. Gia đình Thénardier vô tình tiết lộ về việc Valjean đang "ở ẩn" trong một thánh đường và yêu cầu Marius phải cho chúng một khoản tiền nếu muốn việc này không đến tai cảnh sát. Mãi sau đó khi Valjean đã hấp hối, Marius mới nhận ra được lòng tốt của ông và chạy đến nhà Valjean cùng Cosette. Valjean chỉ còn kịp tiết lộ cho hai người về quá khứ của mình và rằng ông chỉ là người cha nuôi của Cosette trong giờ phút cuối cùng của cuộc đời. Ông cũng đã có niềm hạnh phúc khi ở bên là đứa con gái nuôi yêu quý và con rể. Ông nói với họ rằng ông rất yêu quý họ, sau đó Valjean qua đời.

## Nhân vật
- Jean Valjean (hay ông Madeleine): Một anh thanh niên nghèo phải ăn cắp bánh mỳ về cho gia đình đang chết đói. Anh bị kết án khổ sai và chỉ được thả sau 19 năm ngồi tù nhưng phải mang giấy thông hành màu vàng của người đã từng có tiền án. Cuộc đời Valjean thay đổi sau khi gặp Giám mục Myriel, anh hủy giấy thông hành và quyết định làm lại cuộc đời. Valjean có người con gái nuôi là Cosette.
- Giám mục Myriel (hay đức cha Bienvenue): Một giám mục già tốt bụng, người đã giúp cho Valjean nhận ra ý nghĩa đích thực của cuộc đời và làm lại nó.
- Javert: Viên thanh tra cảnh sát bị ám ảnh bởi việc phải bắt Valjean cho bằng được nhưng luôn vồ hụt con mồi. Song, khi Valjean cuối cùng cũng có cơ hội giết Javert thì lại thả hắn ra, đồng ý để hắn ta trốn thoát. Javert không chịu nổi việc một kẻ phạm tội lại làm ơn với mình và bản thân lại thả tên tội phạm đã truy lùng bấy lâu, Javert tự tử.
- Fantine: Công nhân trong công xưởng của ông Madeleine nhưng bị đốc công đuổi việc một cách vô lý. Cô phải hành nghề mại dâm, bán răng, bán tóc để có tiền nuôi con gái Cosette. Cuối cùng Fantine chết vì bệnh lao mà chưa kịp nhìn thấy mặt con.
- Éponine: Con gái của Thenardier. Cô yêu Marius say đắm. Sau khi chuyển một bức thư của Marius cho Cosette, cô bị bắn chết. Trong vở nhạc kịch, Eponine là người đã đưa Jean Valjean lên thiên đường.
- Cosette: Con gái của Fantine, cô được Jean Valjean nuôi dưỡng sau khi mẹ chết. Cô yêu Marius Pontmercy và cưới anh ở cuối tiểu thuyết.
- Marius Pontmercy: Anh sinh viên tham gia khởi nghĩa, người yêu và sau đó là chồng của Cosette.
- Vợ chồng nhà Thénardier: Gia đình chủ quán trọ độc ác, nơi Cosette sống khi còn nhỏ.
- Gavroche: Con trai của Thénardier, tham gia và chết trong cuộc khởi nghĩa ngày 5 tháng 6 năm 1832.
- Enjolras: Lãnh đạo của nhóm "Những người bạn của ABC" ("Những người bạn của nông dân"), một nhóm sinh viên phản đối chế độ chuyên chế của nhà Bourbon, tham gia cuộc khởi nghĩa ngày 5 tháng 6 năm 1832.

## Quá trình sáng tác

### Bối cảnh ra đời

Thần tự do dẫn dắt nhân dân (tranh của Eugène Delacroix, được coi là nguồn cảm hứng cho tác phẩm Những người khốn khổ

Quan tâm sâu sắc tới mối quan hệ giữa công lý xã hội và phẩm giá con người, từ năm 1829 Victor Hugo đã viết tiểu thuyết Le Dernier Jour d'un condamné (nghĩa là "Ngày cuối cùng của một tử tù"), một tác phẩm độc thoại và bào chữa chống lại án tử hình. Tiếp đó năm 1834 ông viết tác phẩm Claude Gueux cũng về mối quan hệ giữa công lý và con người. Năm 1845, ông bắt đầu viết một phần của tiểu thuyết mà Hugo dự định đặt tên là Les Misères ("Những cảnh khốn cùng"). Ông ngừng viết tiểu thuyết này vào tháng 2 năm 1848 nhưng cùng thời kỳ đó lại viết một tác phẩm khác có tên Discours sur la misère ("Chuyên khảo về sự khốn cùng" - 1849).
Trong thời gian bị buộc đi đày, sau khi hoàn thành tác phẩm Contemplations năm 1856 và la Légende des siècles năm 1859, Victor Hugo bắt đầu viết hoàn chỉnh tiểu thuyết Les Miserables và xuất bản nó vào năm 1862.

### Động cơ
Những người khốn khổ vừa là một tiểu thuyết hiện thực, vừa là một tiểu thuyết sử thi, tiểu thuyết xã hội và cũng là một bài ca về tình yêu.
Trên khía cạnh hiện thực, tiểu thuyết, Những người khốn khổ đã miêu tả cả một thế giới của những con người nghèo khổ, đó là bức tranh cực kỳ chân thực về cuộc sống ở nước Pháp nói chung và ở Paris nghèo khổ nói riêng vào nửa đầu thế kỷ 19.
Trên khía cạnh là một tiểu thuyết sử thi, tác phẩm đã miêu tả ít nhất ba bức tranh chân thực của lịch sử nước Pháp, đó là trận Waterloo, cuộc nổi dậy của những người cộng hòa ở Paris năm 1832 và cuộc chạy trốn trong cống ngầm của Jean Valjean. Tính sử thi của tiểu thuyết cũng thể hiện qua việc miêu tả những xung đột bên trong tâm hồn con người, đó là sự xung đột giữa cái thiện và cái ác bên trong Jean Valjean, đó cũng là sự xung đột trong suy nghĩ của Javert trước sự tôn trọng luật pháp và sự tôn trọng đạo lý con người.
Những người khốn khổ cũng là tác phẩm ca ngợi tình yêu: Tình yêu đối với các con chiên của linh mục Myriel, tình yêu tuyệt vọng của Fantine và Éponine, tình phụ tử của Jean Valjean với Cosette. Bên cạnh đó, Những người khốn khổ cũng là một trong những tác phẩm hay nhất của văn học Pháp khi thể hiện tình yêu tổ quốc. Trong tâm trạng của một người tị nạn, Victor Hugo đã ghi lại từ trí nhớ và trái tim mình những cảnh vật nước Pháp mà ông yêu quý, đặc biệt là những hình ảnh về Paris, phông nền chính cho cả tác phẩm. Để nuôi dưỡng Cossette, Fantine đã chọn cách kiếm được nhiều tiền nhất có thể: làm điếm, những nhân vật này không chỉ là sản phẩm của thuần túy trí tưởng tượng. Ông là nhà văn có ham muốn tình dục mạnh mẽ và biết thỏa mãn nhu cầu của mình bằng rất nhiều cuộc tình với những phụ nữ khác nhau.

Tuy nhiên động cơ chính của Hugo khi viết tác phẩm là muốn biến nó thành một bản biện hộ xã hội. "Nếu những người bất hạnh và những kẻ tội phạm bị coi là giống nhau, thì đó là lỗi của ai?". Theo Victor Hugo, đó là lỗi của sự khốn cùng, sự thờ ơ của một chế độ chỉ biết trấn áp mà không biết thương xót. Là người theo chủ nghĩa lý tưởng, Victor Hugo tin rằng sự dạy dỗ, kèm cặp và tôn trọng từng cá nhân là những vũ khí duy nhất của xã hội để tránh cho những người bất hạnh trở thành tội phạm. Những ý tưởng đó có thể tóm tắt bằng lời tựa của Victor Hugo trong Những người khốn khổ:
"Khi pháp luật và phong hoá còn đầy đoạ con người, còn dựng nên những địa ngục ở giữa xã hội văn minh và đem một thứ định mệnh nhân tạo chồng thêm lên thiên mệnh; khi ba vấn đề lớn của thời đại là sự tha hoá của đàn ông vì bán sức lao động, sự sa đoạ của đàn bà vì miếng cơm manh áo, sự cằn cỗi của trẻ nhỏ vì tối tăm thất học còn chưa được giải quyết; khi ở một số nơi đời sống còn ngạt thở; nói khác đi và trên quan điểm rộng hơn, khi trên mặt đất, dốt nát và đau khổ còn tồn tại thì những quyển sách như loại này còn có thể có ích."

### Đón nhận của độc giả
Phản ứng của giới phê bình là khác nhau, nhiều người cho rằng tác phẩm chỉ ở mức bình thường, số khác cho rằng tác phẩm rất cảm động, số nữa lại cho tác phẩm quá ưu ái với những người cách mạng. Anh em Goncourt biểu lộ sự thất vọng khi cho rằng tác phẩm quá hời hợt và giả dối. Gustave Flaubert thì cho rằng chẳng tìm đâu ra chân lý hay tầm quan trọng từ Những người khốn khổ. Charles Baudelaire thì tuy ca ngợi tiểu thuyết của Victor Hugo trên báo chí nhưng ý kiến cá nhân của ông đây lại là một tiểu thuyết rất dở.
Tuy vậy, cuốn sách vẫn thu hút được rất đông độc giả và được dịch sang nhiều thứ tiếng khác ngay từ khi mới xuất bản.
Nhìn chung trong bối cảnh xã hội Pháp lúc bấy giờ khi chủ nghĩa tư bản trong giai đoạn chưa được điều chỉnh, các cuộc nổi dậy là tất yếu xảy ra. Trong Những người khốn khổ, Hugo đã dành tình thương cảm cho những người Cách mạng nhưng không hoàn toàn tán thành đường lối của họ. Nhân vật trung tâm của tác phẩm là Jean Valjean, qua nhân vật này ông muốn cải tạo xã hội nhân bản hơn qua xây dựng những mẫu người lý tưởng. Vì thế tác phẩm mang màu sắc vừa hiện thực vừa lãng mạn, trái ngược với văn của Honoré de Balzac, Stendhal, Charles Dickens, Lev Nikolayevich Tolstoy, Nikolai Vasilyevich Gogol mang màu sắc hiện thực phê phán và có thể có phần bi quan về xã hội (chính xác hơn phê phán để tạo động lực thay đổi) hay văn học cách mạng (Ruồi trâu). Tác phẩm đậm chất nhân đạo chủ nghĩa và hướng đến cải tạo xã hội mang màu sắc lãng mạn, khác với trào lưu lãng mạn phổ biến khác như trào lưu theo François-René de Chateaubriand hay Novalis thoát ly thực tại hay hoài cổ.
Theo quan điểm mácxít, trên cuốn Từ điển Văn học:
| “ | Những người khốn khổ là bức tranh rộng lớn về cuộc sống của những người lao động nghèo khổ ở Pháp trong thế kỷ XIX. Qua hàng loạt nhân vật, nhà văn biểu lộ tấm lòng thương yêu vô hạn đối với những nạn nhân đau khổ của xã hội tư sản. Dưới ngòi bút của ông, những con người bị xã hội vùi dập hiện ra với nhiều vẻ đẹp về tâm hồn và hình thức. Ông sử dụng phương pháp tương phản quen thuộc của chủ nghĩa lãng mạn để làm nổi bật những phẩm chất của họ. Có thể nói Những người khốn khổ là bản anh hùng ca ca ngợi nhân dân, là bản cáo trạng đanh thép lên án xã hội tư sản bất công, vô nhân đạo với cả một mạng lưới luật pháp, tòa án, nhà tù, quân lính, cảnh sát, những kẻ giàu sang, những tên lưu manh...Chính xã hội tư bản là nguyên nhân gây ra bao cảnh khổ trong nhân dân...Tác phẩm nêu rõ tình thương yêu chân chính chỉ có ở những con người nghèo khổ. Victo Huygô băn khoăn tìm biện pháp để đem lại hạnh phúc cho những người khốn khổ. Tác phẩm bộc lộ hạn chế của nhà văn chịu ảnh hưởng của chủ nghĩa xã hội không tưởng, kêu gọi người giàu giúp đỡ người nghèo và chủ trương dùng tình thương yêu của để cải tạo con người. Ông mở rộng tình thương yêu ra cả kẻ thù của nhân dân, không phân biệt ta, địch. Tuy nhiên, trong Những người khốn khổ, Victo Huygô cũng đã phần nào nhận thức được những tư tưởng sai lầm mang nặng tính chất ảo tưởng của mình. Ông cảm thấy rõ sự rạn nứt trong tư tưởng nhân văn bất bạo động và đã nhìn thấy một hướng giải quyết khác là vùng lên làm cách mạng tiêu diệt trật tự xã hội cũ. Tuy sự chuyển biến trong tư tưởng chưa thật dứt khoát,... | ” |

## Chuyển thể
Những người khốn khổ đã được chuyển thể rất nhiều lần một phần hoặc toàn bộ tiểu thuyết ra các ngôn ngữ khác (một trong những bản dịch tiếng Việt là "Những người cùng khổ" và "Những người khốn nạn"), thành các tác phẩm sân khấu và điện ảnh.

### Điện ảnh

Phim Những người khốn khổ phiên bản 1995 với sự tham gia của Jean-Paul Belmondo

- 1907, On the barricade, đạo diễn Alice Guy Blaché
- 1907, Le Chemineau
- 1909, Les Misérables, đạo diễn J. Stuart Blackton
- 1911, Les Misérables, đạo diễn Albert Capellani
- 1913, Les Misérables, đạo diễn Albert Capellani
- 1913, The Bishop's Candlesticks, đạo diễn Herbert Brenon
- 1917, Les Misérables, đạo diễn Frank Lloyd
- 1922, Les Misérables
- 1923, Aa Mujo, đạo diễn Kiyohiko Ushihara và Yoshinobu Ikeda
- 1925, Les Misérables, đạo diễn Henri Fescourt
- 1929, The Bishop's Candlesticks, đạo diễn Norman McKinnell, chuyển thể điện ảnh có tiếng đầu tiên của tác phẩm
- 1929, Aa mujo, đạo diễn Seika Shiba
- 1931, Jean Valjean, đạo diễn Tomu Uchida
- 1934, Les Misérables, đạo diễn Raymond Bernard
- 1935, Les Misérables, đạo diễn Richard Boleslawski
- 1937, Gavrosh, đạo diễn Tatyana Lukashevich
- 1938, Kyojinden, đạo diễn Mansaku Itami
- 1943, Los Miserables, đạo diễn Renando A. Rovero
- 1944, El Boassa, đạo diễn Kamal Selim
- 1947, I Miserabili, đạo diễn Riccardo Freda
- 1949, Les Nouveaux Misérables, đạo diễn Henri Verneuil
- 1950, Re mizeraburu: Kami to Akuma, đạo diễn Daisuke Ito
- 1950, Ezai Padum Pado, đạo diễn K. Ramnoth
- 1952, Les Misérables, đạo diễn Lewis Milestone
- 1955, Kundan, đạo diễn Sohrab Modi
- 1958, Les Misérables, đạo diễn Jean-Paul Le Chanois, hiện xếp thứ 12 trong các phim Pháp ăn khách nhất nước Pháp (9.940.533 lượt vé vào xem)
- 1967, Les Misérables, đạo diễn Alan Bridges
- 1967, Os Miseráveis
- 1967, Sefiler
- 1972, Les Misérables, đạo diễn Marcel Bluwal
- 1973, Los Miserables, đạo diễn Antulio Jimnez Pons
- 1977, Cosette, hoạt hình
- 1978, Les Misérables, đạo diễn Glenn Jordan
- 1978, Al Boasa
- 1979, Jean Valjean Monogatari, đạo diễn Takashi Kuoka, hoạt hình Nhật Bản
- 1982, Les Misérables, đạo diễn Robert Hossein
- 1985, Les Misérables, phiên bản truyền hình của bộ phim năm 1982
- 1988, Les Misérables, hoạt hình Nhật Bản
- 1990, Les Misérables, đạo diễn Jean-Paul Rappeneau
- 1995, Les Misérables, đạo diễn Claude Lelouch (bối cảnh phim được chuyển về thế kỷ 20)
- 1998, Les Misérables, đạo diễn Bille August, có sự tham gia của Liam Neeson, Geoffrey Rush, Uma Thurman, Hans Matheson, và Claire Danes.
- 2000, Les Misérables, phim truyền hình, có sự tham gia của Gérard Depardieu, Christian Clavier, John Malkovich, Virginie Ledoyen...) (tiếng Pháp)
- 2007, Les Misérables: Shōjo Cosette, Japanese animated TV series by Nippon Animation
- 2012, Les Misérables, phim nhạc kịch Anh do Tom Hooper đạo diễn, Hugh Jackman đóng Jean Valjean, Russell Crowe đóng Javert, Eddie Redmayne đóng Marius, Anne Hathaway vai Fantine, Amanda Seyfried vai Cosette, Samantha Barks vai Éponine, Sacha Baron Cohen vai Thénardier, Helena Bonham Carter vai Madame Thénardier, bắt đầu công chiếu ngày 5 tháng 12 năm 2012.

### Sân khấu
Chuyển thể sân khấu nổi tiếng nhất của Những người khốn khổ có lẽ là vở nhạc kịch cùng tên do Claude-Michel Schönberg sáng tác. Đây có lẽ là vở nhạc kịch Pháp nổi tiếng nhất và là một trong những vở nhạc kịch nổi tiếng nhất thế giới. Vào ngày 8 tháng 10 năm 2006, vở diễn kỉ niệm tròn 21 năm ngày ra mắt lần đầu tiên. Những người khốn khổ đang giữ kỷ lục là vở nhạc kịch được diễn liên tục lâu nhất ở sân khấu West End, Luân Đôn.

## Giai thoại
- Chuyện kể lại rằng Victor Hugo vì muốn biết tiểu thuyết của mình bán có chạy hay không nên đã gửi cho người phát hành của mình một bức điện tín nhưng nội dung chỉ vỏn vẹn một dấu chấm hỏi "?". Ông đã nhận được câu trả lời - cũng là một bức điện tín - có nội dung là một dấu chấm cảm "!".[9]